# Абрамович, Игнатий (офтальмолог)
Игнатий (Игнацы) Абрамо́вич (пол. Ignacy Abramowicz; 14 апреля 1890, Лодзь, Царство Польское, Российская империя — 17 февраля 1982, Гданьск, Польша) — польский учёный, врач-офтальмолог, профессор (с 1934), доктор медицины (с 1928).
Пионер экспериментальных исследований по практическим и теоретическим вопросам ионофореза.

## Биография
До 1917 года обучался в университетах Варшавы и Москвы. В 1918—1922 — работал в Институте глазных болезней в Варшаве; в 1923—1939 годах — в клинике офтальмологии Вильнюсского университета.
С января 1945 по июнь 1946 года — заведующий кафедрой и клиникой офтальмологии в университете Марии Кюри-Склодовской в Люблине.
С июня 1946 года до выхода на пенсию в 1962 году возглавлял кафедру и клинику офтальмологии медицинского университета Гданьска.
В 1951—1960 годы — Президент Польского общества офтальмологов, делегат от Польши в европейском обществе офтальмологии.
Автор учебника «Руководство по хирургии глаза» («Chirurgia oka w zarysie», 1952).
С 1965 — Почётный доктор Гданьской медицинской академии.
Похоронен на Лостовицком кладбище в Гданьске.